# Shawne Fielding
Shawne Rae Fielding est une actrice américaine née le 27 juin 1969 à El Paso, au Texas. Elle a tourné dans des séries et des films américains, allemands et suisses.

## Débuts
Shawne Rae Fielding est née à El Paso, au Texas, et grandit à Lubbock. Ses parents exercent la profession d'institutrice et de capitaine dans la marine américaine. Elle est diplômée en psychologie et en publicité de la Southern Methodist University.
À l'âge de 22 ans, en 1992, elle est élue Miss Dallas ; à l'âge de 25 ans, elle épouse Charles Williams, un riche héritier Texan, et devient Mrs Texas, se classant également en tant que deuxième dauphine au concours de Mrs. America mais ce dernier point n'est pas certain. Elle devient actrice pour Walker, Texas Ranger et apparaît dans It's in the Water en 1997 et dans Dr T and the Women en 2000. Elle participe à des émissions comme The Oprah Show et Wetten, dass...?. Elle devient très riche : lors du divorce avec son premier conjoint, elle aurait obtenu trois millions de dollars.

## Ambassadrice
En 1996, après avoir rencontré le diplomate suisse Thomas Borer, elle s'installe auprès de lui à Berne. Fielding et Borer se marient en juin 1999 à Soleure. Borer devient ambassadeur de Suisse en Allemagne et tous deux s'établissent à Berlin, pendant trois ans ; à cette occasion Fielding devient citoyenne suisse. L'ambassade de Berlin est rénovée, initiative controversée,. La presse commente régulièrement les actions de Fielding, qui demande aux journaux de la payer pour des interviews, ce qui n'entame pas sa popularité. Les interventions publiques du couple sont émaillées de quelques frasques mal accueillies par le ministre de tutelle suisse,.
Fielding multiplie les apparitions médiatiques, comme les photos, et les réceptions fréquentées par des célébrités. Ces photos, que le ministre de tutelle trouve déplacées, comme celle de la Cowgirl of the Alps dans l'ambassade de Suisse, font l'objet d'un rappel à l'ordre par le ministère suisse des affaires étrangères après une publication dans Max (German magazine) (en),. En 2001, lors de la 98e édition du Marché-Concours de Saignelégier, Fielding tient le rôle d'ambassadrice pour l’Expo.02 en Suisse. Cet évènement est marqué par le retour de la pierre d'Unspunnen, volée en 1984 par le groupe séparatiste « Bélier » et « offerte » à l'ambassadrice lors de la soirée de gala ; Fielding la restitue aussitôt à ses véritables propriétaires,. Lors de la campagne pour l'élection présidentielle américaine en 2000, elle déclare soutenir George W. Bush
Fielding intente une action en justice contre un photomontage la montrant en petite tenue avec les seins nus ; en 2001, le tribunal de Berlin interdit la réimpression de ces photos controversées. Les apparitions publiques du couple sont très onéreuses et le couple passe pour dépensier ; les revenus de l'ambassadeur n'y suffisant pas, Fielding affirme avoir réglé elle-même les frais, achetant notamment à son conjoint une Mercedes noire.
En 2002, le SonntagsBlick annonce que Borer a une liaison avec une certaine Djamila Rowe (de) et publie des photos de la voiture abritant deux personnes à l'appui de ces déclarations ainsi que publie les aveux de Rowe,. Un scandale médiatique se produit : l'affaire défraie la chronique, mais Rowe rétracte ses déclarations et l'éditeur du journal, Ringier, est condamné à verser des indemnités au couple Fielding-Borer et présente des excuses publiques. Néanmoins, Borer est obligé de démissionner de ses fonctions diplomatiques ; il devient consultant international. En 2002, l'incident entraîne une fausse couche pour Fielding,. Fielding se montre solidaire de son conjoint. Cette même année, les pirates de l'arteplage mobile du Jura évoquent brièvement la possibilité de couronner Borer et Fielding roi et reine de Suisse, idée aussitôt abandonnée ; au Carnaval de Bâle, cette même année, la foule porte des lampions à l'effigie de l'ambassadrice, estampillés « Queen of Helvetia ».
Le couple, qui a deux enfants, se sépare et, en 2008, un avocat confie la garde des enfants à Borer. En février 2010, le divorce est demandé. Un juge du Tribunal de district de Horgen confie, en 2010, les enfants à Borer et Fielding doit quitter le domicile familial ; la pension alimentaire représente la moitié des revendications de Fielding. Fielding mène une offensive médiatique afin de récupérer la garde : elle apparaît dans des émissions et des périodiques pour plaider sa cause. Le couple se déchire en public autour de la garde des enfants et de la pension alimentaire ; Blick, ayant publié que la police a dû intervenir au domicile du couple qui se disputait, doit verser des dommages-intérêts. Les deux époux portent plainte l'un contre l'autre pour divers faits et le divorce, prononcé en octobre 2014, règle la garde des enfants,.

## Années 2010
En 2009, Fielding se met en couple avec le golfeur anglais James Johnson tandis que Borer a une nouvelle amie. En 2010, Fielding figure dans le film Liebling, lass uns scheiden!. À partir de 2014, Fielding vit avec Patrick Schöpf (de), un joueur de hockey sur glace, ancien gardien de but professionnel. Ils habitent ensemble à Immensee, dans le canton de Schwytz. En 2018, Fielding et Schöpf participent à l'émission de RTL, Das Sommerhaus der Stars – Kampf der Promipaare (de) (La Maison de Vacances des Stars – Combat de Couples de Célébrités) et sont classés 2e. Tous deux apparaissent dans des médias allemands et suisses,,,.
En 2010, dans le journal Le Matin, Fielding déclare : « Vous savez ce qu'on dit: peu importe que l'on parle de moi en bien ou en mal, pourvu que l'on parle de moi ».

## Activités philanthropiques
En parallèle, elle participe à des actions caritatives en faveur des orphelins, des personnes atteintes du VIH et de l'éducation ; par exemple, en 2011, elle préside l'association suisse Kids With A Cause Europe, elle est ambassadrice, pour l'UNICEF, de SOS-Kinderdorfer et elle travaille avec Aids-Hilfe Schweiz. Elle s'est investie auprès de « la synagogue de Dresde, le Centre de Berlin pour les victimes de la torture, l'UNICEF, la DIFFA et Aid Arms (contre le sida) de Dallas, Texas, la recherche sur le cancer du sein ». Elle a été ambassadrice de SOS Villages d'enfants et elle tient le rôle d'ambassadrice de l’Aide Suisse contre le Sida.